# Spiritele din Inisherin
Spiritele din Inisherin (în engleză The Banshees of Inisherin) este o tragicomedie neagră din 2022, regizată de Martin McDonagh, care a fost și scenaristul filmului cât și unul dintre producători. Acțiunea se petrece pe o insulă îndepărtată de pe coasta de vest a Irlandei. Filmul îi are în distribuție pe Colin Farrell și Brendan Gleeson în rolurile a doi prieteni care se trezesc într-un impas atunci când unul își încheie brusc relația, cu consecințe alarmante pentru amândoi; din distribuție mai fac parte Kerry Condon⁠(d) și Barry Keoghan. Farrell și Gleeson mai apăruseră împreună în debutul regizoral al lui McDonagh, Aventuri în Bruges⁠(d) (2008).
Premiera mondială a filmului a avut loc la cel de-al 79-lea Festival Internațional de Film de la Veneția la 5 septembrie 2022, unde Farrell a câștigat Cupa Volpi pentru cel mai bun actor⁠(d), iar McDonagh a Osella de aur pentru cel mai bun scenariu⁠(d). Lansarea în cinematografe în Irlanda, Regatul Unit și Statele Unite a avut loc la 21 octombrie 2022, compania de distribuție fiind Searchlight Pictures⁠(d). Filmul a avut un mare succes în mediul critic, fiind apreciate regia și scenariul lui McDonagh, coloana sonoră a lui Carter Burwell⁠(d) și jocul actorilor principali.
Filmul a primit nouă nominalizări la cea de-a 95-a ediție a Premiilor Oscar: cel mai bun film, cel mai bun regizor, cel mai bun actor (Farrell), cel mai bun actor în rol secundar (Gleeson și Keoghan), cea mai bună actriță în rol secundar (Condon) și cel mai bun scenariu original. De asemenea, a avut opt nominalizări la cea de-a 80-a ediție a premiilor Globul de Aur, câștigând trei: cel mai bun film (muzical/comedie), cel mai bun actor (muzical/comedie) (Farrell) și cel mai bun scenariu. Filmul a mai primit nouă nominalizări la cea de-a 28-a ediție a Premiilor Asociației Criticilor de Film, zece nominalizări la cea de-a 76-a ediție a Premiilor BAFTA și cinci nominalizări la cea de-a 29-a ediție a Screen Actors Guild Awards. A fost desemnat de National Board of Review drept unul dintre cele mai bune zece filme din 2022.

## Distribuție
- Colin Farrell – Pádraic Súilleabháin
- Brendan Gleeson – Colm Doherty
- Kerry Condon⁠(d) – Siobhán Súilleabháin
- Barry Keoghan – Dominic Kearney
- Gary Lydon – Peadar Kearney
- Pat Shortt⁠(d) – Jonjo Devine
- Sheila Flitton – Doamna McCormick
- Bríd Ní Neachtain⁠(d) – Doamna O'Riordan
- Jon Kenny⁠(d) – Gerry
- Aaron Monaghan – Declan
- David Pearse – preotul
- Lasairfhíona Ní Chonaola⁠(d) – cântăreața
- John Carty⁠(d) – muzicianul în vârstă (1)